# ژان–میشل گناسیا
ژان–میشل گناسیا (به فرانسوی: Jean-Michel Guénassia) (زادهٔ ۱۹۵۰ میلادی در الجزیره) نویسندهٔ فرانسوی است.

## زندگی
ژان–میشل گناسیا در سال ۱۹۵۰ در الجزیره زاده شد. پس از شش سال فعالیت در شغل وکالت به نوشتن فیلم‌نامه برای مجموعه‌های تلویزیونی پرداخت. او در سال ۱۹۸۶ رمان پلیسی «برای صد میلیون» را منتشر کرد که در مورد آن می‌گوید: «انکار نمی‌کنم... اما پاسخی ندارم، به چیز دیگری احتیاج دارد.» او سپس تعدادی نمایش‌نامه را روی صحنه برد که از جملهٔ آن‌ها نمایش «بلندقد، خوش‌تیپ، قوی، با دو چشم سیاه آتشین» (به فرانسوی: Grand, beau, fort, avec des yeux noirs brûlants...) بود که آن را در سال ۲۰۰۸ در اوینیون به روی صحنه برد.
با این حال، از طرف ناشر او انتشارات آلبن میشل کتاب «انجمن خوش‌بینان اصلاح‌ناپذیر» (به فرانسوی: Le Club des incorrigibles optimistes) که در سال ۲۰۰۹ منتشر شده به عنوان اولین رمان گناسیا معرفی شد. او در سال ۲۰۱۲ اعلام کرد که دومین رمان خود به نام «زندگی رؤیایی ارنستو جی.» (به فرانسوی: La Vie rêvée d'Ernesto G) را در نشر آلبن میشل منتشر خواهد کرد.

## آثار
فیلم‌نامه
- ۱۹۸۵ — «کلِر گمنام» (به فرانسوی: Claire obscure) (تلویزیون) اثر فرانک اپره‌دریس، سری «پنج دقیقهٔ آخر» (به فرانسوی: Les Cinq Dernières Minutes). فیلم‌نامه از ژان–میشل گناسیا و فرانک اپره‌دریس[۵]
- ۱۹۹۰ — «برای صد میلیون» (به فرانسوی: Pour cent millions) (تلویزیون) اثر بریژیت سوریول (به فرانسوی: Brigitte Sauriol)، سری «ولتاژ بالا»، فیلم‌نامه از ژان–میشل گناسیا، میشل بوشارد[۶]
- ۱۹۹۲ — «بازگشت» (به فرانسوی: Récidive) (تلویزیون) اثر فرانک اپره‌دریس؛ فیلم‌نامه از ژان–میشل گناسیا، برنار-پیر دونادیو و فرانک اپره‌دریس

نمایش‌نامه
- ۱۹۸۸ — شورشی (به فرانسوی: Le Rebelle)، به کارگردانی ژان روژری، تماشاخانه تریستان برنارد

رمان
- ۲۰۰۹ — انجمن خوش‌بینان اصلاح‌ناپذیر (به فرانسوی: Le Club des incorrigibles optimistes)
- ۲۰۱۲ — زندگی رؤیایی ارنستو جی. (به فرانسوی: La Vie rêvée d'Ernesto G) نشر آلبن میشل[۴]

## جوایز
در سال ۲۰۱۲ دومین جایزهٔ ادبی بهترین کتاب جیبی در شهر بون فرانسه به رمان «انجمن خوش‌بینان اصلاح‌ناپذیر» اثر ژان–میشل گناسیا تعلق گرفت. این جایزه از سال ۲۰۱۱ به بعد از سوی مسؤولان فرهنگی شهر بون به بهترین اثر در حوزهٔ کتاب‌های جیبی تعلق می‌گیرد. این رمان در سال ۲۰۰۹ نیز جایزه گنکور دبیرستانی را دریافت کرده بود. این رمان ۸۰۰ صفحه‌ای به گفتهٔ منتقدان «رمان دههٔ ۱۹۶۰ فرانسه» است که در آن انبوهی از رویدادهای تاریخی با حضور چهره‌هایی واقعی چون ژان-پل سارتر و ژوزف کسل توصیف شده‌اند. دوران جنگ سرد، مسئلهٔ چالش‌برانگیز الجزایر، خوانش تازه از کمونیسم، گرایش عمده به موسیقی راک و انبوهی از فراری‌های کشورهای بلوک شرق کمونیستی و روسیه به فرانسه فضای حاکم بر دههٔ ۱۹۶۰ و نخستین رمان ژان—میشل گناسیا را تشکیل می‌دهند.

## پی‌نوشت
1. ↑  lexpress.fr
2. ↑  AvignonleOff.com[پیوند مرده]
3. ↑  lexpress.fr
4. 1 2 3 4 5 6  «جایزهٔ کتاب جیبی...»،  ایبنا.
5. ↑  «[[Image:Icons-mini-file_acrobat.gif|15px|link=پی‌دی‌اف]]» (PDF). بایگانی‌شده از اصلی (PDF) در ۳ مارس ۲۰۱۶. دریافت‌شده در ۱۴ سپتامبر ۲۰۱۲. تداخل پیوند خارجی و ویکی‌پیوند (کمک)
6. ↑  ژان–میشل گناسیا در بانک اطلاعات اینترنتی فیلم‌ها (IMDb)